# Rachel Gibson
Rachel Gibson es un personaje de ficción interpretado por la actriz estadounidense de cine y televisión Rachel Nichols en la serie de televisión Alias. Gibson se unió al elenco de la serie en la quinta temporada. Formaba parte de una organización dirigida por Profeta Cinco que hacía creer a sus empleados que estaban trabajado para la CIA. Después de conocer la verdad Rachel se une al equipo de APO inicialmente con el objetivo de capturar a su antiguo jefe, Gordon Dean.
No se conocen muchos detalles de su vida personal. Mientras trabajaba en The Shed su mejor amiga era Kelly Peyton. Tras empezar a trabajar para APO entabla amistad con Sydney y Thomas Grace. En el episodio "Bob" pasa una noche con Sark.
- Datos: Q4992108